# Wielersport op de Olympische Zomerspelen 1964
De wielersport is een van de sporten die beoefend werden tijdens de Olympische Zomerspelen 1964 in Tokio.

## Heren

### baan

#### tijdrit, 1000 m
| rang   | sporter(s)          | land | tijd    |
| ------ | ------------------- | ---- | ------- |
| Goud   | Patrick Sercu       | BEL  | 1:09.59 |
| Zilver | Giovanni Pettenella | ITA  | 1:10.09 |
| Brons  | Pierre Trentin      | FRA  | 1:10.42 |
| 4      | Piet van der Touw   | NED  | 1:10.68 |
| 5      | Jiří Pecka          | TCH  | 1:10.70 |
| 6      | Lothar Claesges     | EUA  | 1:10.86 |
| 7      | Wacław Latocha      | POL  | 1:11.12 |
| 8      | Roger Gibbon        | TRI  | 1:11.19 |

#### sprint, 1000 m
| rang   | sporter(s)          | land | tijd               |
| ------ | ------------------- | ---- | ------------------ |
| Goud   | Giovanni Pettenella | ITA  | 13.85 13.69        |
| Zilver | Sergio Bianchetto   | ITA  |                    |
| Brons  | Daniel Morelon      | FRA  | -11.42 11.58 13.85 |
| 4      | Pierre Trentin      | FRA  |                    |
| 5      | Willi Fuggerer      | EUA  |                    |
| 5      | Patrick Sercu       | BEL  |                    |
| 5      | Mario Vanegas       | COL  |                    |
| 5      | Zbysław Zając       | POL  |                    |

#### tandem, 2000 m

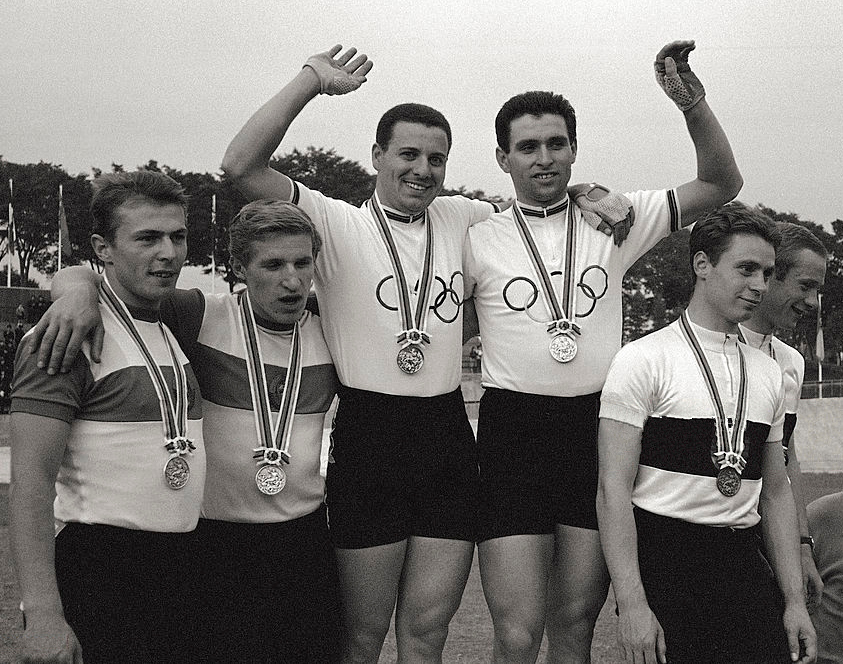
het podium

| rang   | sporter(s)                         | land | tijd               |
| ------ | ---------------------------------- | ---- | ------------------ |
| Goud   | Sergio Bianchetto Angelo Damiano   | ITA  | -10.80 10.85 10.75 |
| Zilver | Imants Bodnieks Viktor Logoenov    | URS  |                    |
| Brons  | Willi Fuggerer Klaus Kobusch       | EUA  | 10.98 11.04        |
| 4      | Aad de Graaf Piet van der Touw     | NED  |                    |
| 5      | Ian Browne Daryl Perkins           | AUS  |                    |
| 5      | Karel Paar Karel Stark             | TCH  |                    |
| 5      | Niels Fredborg Per Sarto Jørgensen | DEN  |                    |
| 5      | Richard Bicskey Ferenc Habony      | HUN  |                    |

#### individuele achtervolging, 4000 m
| rang   | sporter(s)         | land | tijd    |
| ------ | ------------------ | ---- | ------- |
| Goud   | Jiří Daler         | TCH  | 5:04.75 |
| Zilver | Giorgio Ursi       | ITA  | 5:05.96 |
| Brons  | Preben Isaksson    | DEN  | 5:01.90 |
| 4      | Tiemen Groen       | NED  | 5:04.21 |
| 5      | Stanislav Moskvin  | URS  |         |
| 5      | Lucjan Józefowicz  | POL  |         |
| 5      | Lothar Spiegelberg | EUA  |         |
| 5      | Hugh Porter        | GBR  |         |

#### ploegachtervolging, 4000 m
| rang   | sporter(s)                                                              | land | tijd    |
| ------ | ----------------------------------------------------------------------- | ---- | ------- |
| Goud   | Ernst Streng Lothar Claesges Karl-Heinz Henrichs Karl Link              | EUA  | 4:35.67 |
| Zilver | Franco Testa Cencio Mantovani Carlo Rancati Luigi Roncaglia             | ITA  | 4:35.74 |
| Brons  | Cor Schuuring Henk Cornelisse Gerard Koel Jaap Oudkerk                  | NED  | 4:38.99 |
| 4      | Kevin Brislin Victor Browne Robert Baird Henk Vogels                    | AUS  | 4:39.42 |
| 5      | Alberto Trillo Ernesto Contreras Carlos Alvarez Juan Merlos             | ARG  |         |
| 5      | Jiří Daler Antonín Kříž Jiří Pecka František Řezáč                      | TCH  |         |
| 5      | Bent Hansen Preben Isaksson Alf Johansen Kurt Vid Stein                 | DEN  |         |
| 5      | Zintars Latsis Stanislav Moskvin Leonid Koloembet Sergej Teresjtsjenkov | URS  |         |

### weg

#### individueel
Afstand: 194.832 km
| rang   | sporter(s)       | land | tijd       |
| ------ | ---------------- | ---- | ---------- |
| Goud   | Mario Zanin      | ITA  | 4:39:51.63 |
| Zilver | Kjell Rodian     | DEN  | 4:39:51.65 |
| Brons  | Walter Godefroot | BEL  | 4:39:51.74 |
| 4      | Raymond Bilney   | AUS  | 4:39:51.74 |
| 5      | José Lopez       | ESP  | 4:39:51.74 |
| 6      | Wilfried Peffgen | EUA  | 4:39:51.74 |
| 7      | Gösta Pettersson | SWE  | 4:39:51.74 |
| 8      | Delmo Delmastro  | ARG  | 4:39:51.74 |
|        |                  |      |            |
| 12     | Eddy Merckx      | BEL  | 4:39:51.74 |

#### ploegentijdrit
Afstand: 109.893 km
| rang   | sporter(s)                                                               | land | tijd       |
| ------ | ------------------------------------------------------------------------ | ---- | ---------- |
| Goud   | Bart Zoet Evert Dolman Gerben Karstens Jan Pieterse                      | NED  | 2:26:31.19 |
| Zilver | Feruccio Manza Severino Andreoli Luciano Dalla Bona Pietro Guerra        | ITA  | 2:26:55.39 |
| Brons  | Sture Pettersson Sven Hamrin Erik Pettersson Gösta Pettersson            | SWE  | 2:27:11.52 |
| 4      | Hector Acosta Roberto Breppe Delmo Delmastro Ruben Placanica             | ARG  | 2:27:58.55 |
| 5      | Joeri Melikhov Anatoli Olizarenko Aleksej Petrov Gainan Saidkhoesjin     | URS  | 2:28:26.48 |
| 6      | Marcel Bidault Georges Chappe André Desvages Jean-Claude Wuillemin       | FRA  | 2:28:52.74 |
| 7      | Flemming Gleerup Hansen Henning Petersen Ole Højlund Pedersen Ole Ritter | DEN  | 2:29:10.33 |
| 8      | José Goyeneche José Lopez Mariano Diaz Luis Santamarina                  | ESP  | 2:30:55.26 |

## Medaillespiegel
| rang   | land               | goud | zilver | brons | totaal |
| ------ | ------------------ | ---- | ------ | ----- | ------ |
| 1      | Italië             | 3    | 5      | 0     | 8      |
| 2      | België             | 1    | 0      | 1     | 2      |
| 2      | Duits eenheidsteam | 1    | 0      | 1     | 2      |
| 2      | Nederland          | 1    | 0      | 1     | 2      |
| 5      | Tsjecho-Slowakije  | 1    | 0      | 0     | 1      |
| 6      | Denemarken         | 0    | 1      | 1     | 2      |
| 7      | Sovjet-Unie        | 0    | 1      | 0     | 1      |
| 8      | Frankrijk          | 0    | 0      | 2     | 2      |
| 9      | Zweden             | 0    | 0      | 1     | 1      |
| totaal | totaal             | 7    | 7      | 7     | 21     |